# Краненбург (Нижня Саксонія)
Краненбург (нім. Kranenburg) — громада в Німеччині, розташована в землі Нижня Саксонія. Входить до складу району Штаде. Складова частина об'єднання громад Ольдендорф-Гіммельпфортен.
Площа — 14,21 км2. Населення становить 771 ос. (станом на 31 грудня 2021).